# Ray Wilkins
Raymond Colin "Ray" Wilkins (Hillingdon, 14 de setembro de 1956 — Londres, 4 de abril de 2018), foi um futebolista inglês que atuou como volante. Foi o capitão da seleção inglesa na Copa do Mundo de 1982.

## Clubes
Defendeu Chelsea, Manchester United, Milan, Paris Saint-Germain, Rangers, Queens Park Rangers, Crystal Palace, Wycombe Wanderers, Hibernian, Millwall e Leyton Orient.

## Seleção Inglesa
Wilkins atuou pela Seleção Inglesa de Futebol na Eurocopa de 1980 e nas Copas de Mundo de 1982 e 1986.

## Treinador
Chegou a ser o treinador da Seleção Jordaniana entre 2014 e 2015.
Faleceu em 4 de abril de 2018 devido a consequências de um infarto sofrido dias antes, que o havia deixado internado em estado crítico.